# Сиври ла Форе
Сиври ла Форе (фр. Civry-la-Forêt) је насељено место у Француској у региону Париски регион, у департману Ивлен.
По подацима из 2011. године у општини је живело 370 становника, а густина насељености је износила 39,36 становника/km².

## Демографија
| 1962. | 1968. | 1975. | 1982. | 1990. | 2011. |
| ----- | ----- | ----- | ----- | ----- | ----- |
| 184   | 200   | 190   | 210   | 280   | 370   |